# 尚·胡許
尚·胡許 (法語：Jean Rouch，法語發音：[ʒɑ̃ ʁuʃ]；1917年5月31日—2004年2月18日）為法国導演和人類學家。
他是法國真實電影創始人之一 ，與美國的直接電影美學相近，當時直接電影牽頭人包括Richard Leacock、D.A. Pennebaker及Albert and David Maysles。胡許六十年在非洲的拍攝方式，理念由「分享人類學」（shared anthropology）而來。  
他深受超现实主义影響，很多作品介乎劇情片和紀錄片之間，創出名為「虛構民族志」的風格。他被納入法国新浪潮，《我是黑人》（Moi, un noir）開創了跳接技術，其後由尚盧·高達進一步普及。高達在1959年4月第94期《电影手册》提及胡許：「胡許的職位說明一切：人類博物館研究員，還有定義電影人更好的方法嗎？」

## 生平

### 拍攝緣由
胡許被視為尼日利亚电影的養父，他在1941年抵達尼亚美，擔任法国殖民地的水文学工程師，在尼日尔师监督项目施工，從此展開他與非洲主題的长期关系。
他在當地遇見一位桑海传统治疗者和渔民的兒子穆雷·錫卡（Damouré Zika），他住在尼日尔河沿河的阿约鲁附近。  其後胡許監工的工程遭到雷擊，十名工作人員因而死亡。錫卡的祖母是當地着名的附身和靈性顾问，她為人們主持了一個儀式，其後胡許認為此次經驗，啟發了他製作民族志電影。  他對扎尔马和桑海民族產生興趣，並開始拍摄桑海人的習俗和儀式。當他在尼日尔工作期間，胡許记录了这些事件，並將他的作品寄給他的老師馬塞爾·格里奧爾，馬塞爾曾鼓励他繼續拍攝桑海，和深入他的研究。

### 早期電影
不久之后他回到法国参加法國抵抗運動，第二次世界大戰结束后，他曾短期擔任法新社记者，然後再次返回非洲，他在非洲漸漸成为具影响力的人类学家，以及間中引起争议的电影導演。 
錫卡和胡許後來成為朋友，胡許在1950年开始使用錫卡作为他電影的中心角色，以展示尼日尔河 谷的传统、文化和社群生态。第一部錫卡出現的电影是 《Bataille sur le grand fleuve》(1950-52)，當中描绘了伊索科渔民的生活、仪式和狩猎。 胡許花了四个月與伊索科渔民在传统独木船出海。  
他早期的电影如《狩猎河马》(Chasse à l'Hippopotame，1946年)、《克里夫墓地》(Cimetière dans la Falaise，1951年)，《造雨人》(Les Hommes Qui la Pluie，1951年)，風格都像传统和叙述的报告，但他逐渐成为一个创新的影响。 
胡許在尼日尔拍攝他的頭幾部影片，《黑法师的国度》 (Au pays des mages noirs，1947年)，《入門儀式與起乩之舞》 ( Les magicians de Wanzarbé，1948年）和《Les magicians de Wanzarbé 》(1949年)。這些電影记录的主題，都是圍繞桑海人、哲尔马人、伊索科人和沿尼日尔河生活的人所施行的附靈儀式。 胡許通常被視為尼日尔电影之父  然而，在非洲電影人眼中，胡許和其他導演在殖民地時期製作的民族誌電影，卻是扭曲了非洲的現實情況。尽管1941年他以殖民官員身份而來，胡許在尼日尔独立后繼續逗留當地，並指导一代尼日尔的導演和演員，包括錫卡。

### 拍攝長片
在1950年代，胡許开始製作较长的民族志电影。 1954年，他在《美洲豹》中拍摄錫卡，他在電影中是个前往黄金海岸工作的桑海青年。 三个男人在電影中，將他们的现实生活加以戏剧化演繹，他們三人其後繼續電影事業，並成為尼日尔电影的首三位演員。錫卡將本來的民族誌默片重新剪接，成為一套介乎紀錄與虛構之間的電影（劇情式紀錄片），並加入對話及旁白，在1969年公映。 1957年，胡許與尼日尔的年輕影人奥马鲁甘达合作，在科特迪瓦共同導演《我是黑人》，這部電影亦被視為對於非洲批評者的回應。奥马鲁甘达拍攝此片時，才剛完成中南半島的法国兵役回國不久，甘达后来成为首个重要的尼日尔的电影导演和演员。在1970年代初，胡許與演员、工作人员及尼日尔共同編劇合作，在尼日尔製作長片，如《一點一點地》(Petit à petit，1971年)和《咯咯咯鸡先生》 (Cocorico Monsieur Poulet，1974年)。
他被視為法國新浪潮和视觉人类学的先驱之一，以及虛構民族志之父。 胡許的電影大多属于真實電影。他最知名的电影是新浪漫重心作品之一《夏日紀事》(1961年)，他與社会学家埃德加莫兰合作拍攝，描述了当代法国的社會生活。 在他职业生涯中，他用自己的攝錄機報告非洲的生活，五十年間製作近120部电影。
1978年，他与Jean-Michel Arnold聯手在巴黎龐畢度中心创立国际纪录片电影节，即法国真实电影节（Cinéma du Réel）。

### 逝世
2004年，他於车祸中不幸逝世，享年86歲。事發尼日尔城镇Birni N'Konni外16公里，意外發生當時，他在尼日爾導演穆斯塔法（Moustapha Alassane）的車上，同車胡許的妻子重傷生還。
當代藝術家可可·福斯科她2017年的文章「艺术界和艺术学校如何造就性侵」，她講及遇到胡許的經過：「我被著名民族誌電影人胡許性騷擾，而他受到讚許的原因，卻是發掘看非洲人更好的角度。」 

## 主要电影
- 1955年：瘋狂先師 (Les Maîtres Fous）
- 1958年：我是黑人（Moi, un noir）
- 1961年：夏日紀事 (Chronique d'été)
- 1967年：美洲豹（Jaguar）